# Surf Mesa
Powell Aguirre dit Surf Mesa est un producteur de musique électronique né le 10 avril 2000 à Seattle. Il est principalement connu pour son titre ILY (I Love You Baby) sorti en 2019, qui sample une reprise de Can't Take My Eyes Off You de Frankie Valli et qui est devenu populaire sur TikTok.

## Biographie
Powell Aguirre est né à Seattle et est le fils du saxophoniste de jazz Tony Aguirre. Il apprend la musique grâce à FL Studio lors de ses études et commence à sortir des titres sur Soundcloud sous le pseudonyme de Surf Mesa. Après avoir déménagé à Los Angeles, il sort en 2019 son premier single Taken Away avec Alexa Danielle, ainsi que l'EP Bedroom.
En novembre 2019, il publie le single ILY (I Love You Baby), basé sur la reprise d'Emilee du titre Can't Take My Eyes Off You de Frankie Valli, sorti originellement en 1967. Le titre devient populaire sur TikTok, permettant à Surf Mesa de signer sur les Astralwerks et Universal. Le titre devient alors un succès international, se classant à la 1re place du Billboard Hot Dance/Electronic Songs, ainsi que dans le top 10 de divers pays.

## Discographie

### Singles
| Title                                                   | Année | Positions | Positions | Positions | Positions | Positions | Positions | Positions | Positions | Positions | Positions | Positions | Positions | Certifications |
| Title                                                   | Année | É-U       | ALL       | AUS       | AUT       | BEL (FL)  | BEL (WAL) | CAN       | FRA       | ITA       | P-B       | R-U       | SUI       | Certifications |
| ------------------------------------------------------- | ----- | --------- | --------- | --------- | --------- | --------- | --------- | --------- | --------- | --------- | --------- | --------- | --------- | --- |
| Taken Away (featuring Alexa Danielle)                   | 2019  | —         | —         | —         | —         | —         | —         | —         | —         | —         | —         | —         | —         | |
| ILY (I Love You Baby) (featuring Emilee)                | 2019  | 23        | 7         | 17        | 5         | 11        | 20        | 37        | 6         | 34        | 5         | 22        | 4         | - RIAA: 2× Platine - ARIA: Platine - BPI: Or - BVMI: Platine - FIMI: Platine - MC: 4× Platine - RMNZ: Or - SNEP: Diamant |
| Somewhere (featuring Gus Dapperton)                     | 2020  | —         | —         | —         | —         | —         | —         | —         | —         | —         | —         | —         | —         | |
| Carried Away (avec Madison Beer)                        | 2021  | —         | —         | —         | —         | —         | —         | —         | —         | —         | —         | —         | —         | |
| Lose My Mind (featuring Bipolar Sunshine)               | 2021  | —         | —         | —         | —         | —         | —         | —         | —         | —         | —         | —         | —         | |
| Another Life (avec Fletcher & Josh Golden)              | 2021  | —         | —         | —         | —         | —         | —         | —         | —         | —         | —         | —         | —         | |
| Marching Band (avec Nitti Gritti)                       | 2022  | —         | —         | —         | —         | —         | —         | —         | —         | —         | —         | —         | —         | |
| State of My Heart (avec Nat Dunn)                       | 2022  | —         | —         | —         | —         | —         | —         | —         | —         | —         | —         | —         | —         | |
| City of Love (avec Selah Sol)                           | 2023  | —         | —         | —         | —         | —         | —         | —         | —         | —         | —         | —         | —         | |
| Manzanita                                               | 2023  | —         | —         | —         | —         | —         | —         | —         | —         | —         | —         | —         | —         | |
| First Time (avec Stevie Appleton)                       | 2023  | —         | —         | —         | —         | —         | —         | —         | —         | —         | —         | —         | —         | |
| Run (avec Griff Clawson)                                | 2023  | —         | —         | —         | —         | —         | —         | —         | —         | —         | —         | —         | —         | |
| "—" denotes releases that did not chart in this region. |       |           |           |           |           |           |           |           |           |           |           |           |           | |

### Remixes
- 2019 : Subtoll - Sleeper (Surf Mesa Remix)
- 2019 : Louis The Child featuring Wafia - Better Not (Surf Mesa Remix)
- 2019 : Chelsea Cutler - Your Shirt (Surf Mesa Remix)
- 2020 : Marshmello & Halsey - Be Kind (Surf Mesa Remix)
- 2020 : Shawn Mendes - Wonder (Surf Mesa Remix)
- 2023 : Illenium & JVKE - With All My Heart (Surf Mesa Remix)